# Йосеф Зарицький
Йосеф Зарицький (рос. Иосиф Зарицкий; івр. יוסף זריצקי; 1 вересня 1891, Бориспіль — 30 листопада 1985, Тель-Авів) — ізраїльський художник, один з найвідоміших художинків-сподвижників модернізму в Ерец-Ісраель, а потім у державі Ізраїль. У 1948 році Зарицький заснував групу художників «Нові горизонти», які створили свої твори на основі унікального ізраїльського стилю абстрактного мистецтва. У 1959 році група «Нові горизонти» стала лавреаткою Премії Ізраїлю в галузі живопису.

## Біографія

### Україна (1891-1923)

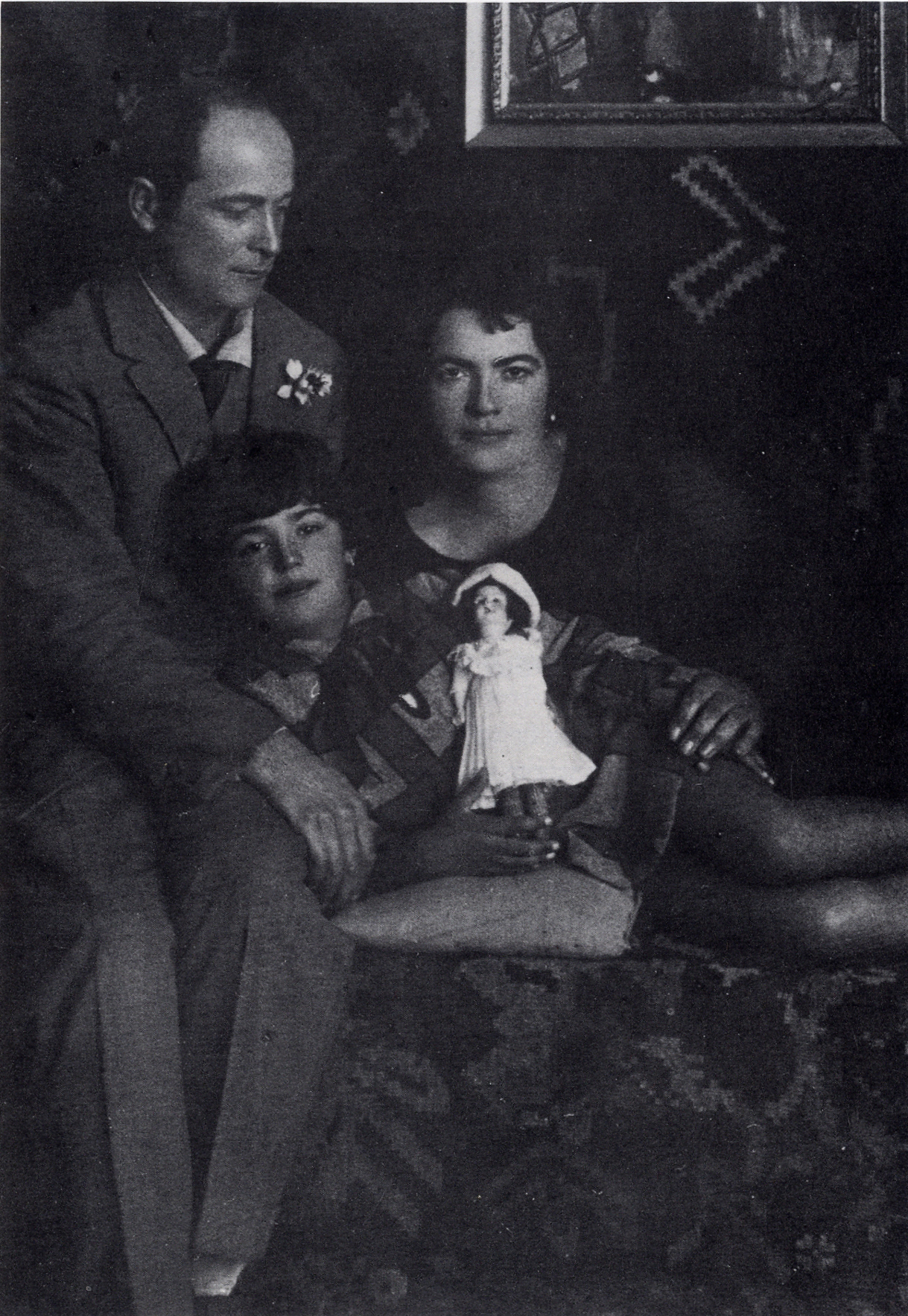
Йосип Зарицький і його сім'я, 1923 рік.

Йосип Зарицький народився 1 вересня 1891 року в місті Бориспіль Полтавської губернії (нині Київська область в Україні), на південному заході Російської імперії, у єврейській багатодітній сім'ї, яка дотримувалася традицій. Його батьки, Голда і Йосип, займалися сільськогосподарською працею і були прихильниками національних ідей сіонізму. Для вивчення івриту в їхньому будинку було відведено дві спеціальні кімнати. У віці 7-8 років Зарицький був висланий (не відомо, куди) батьками з дому. У 1910-1914 роках Зарицький навчався живопису в Київській академії мистецтв. Серед художників, які справили помітний вплив на його творчість, був російський символіст Михайло Врубель. У 1915 році, під час Першої світової війни, Зарицький був завербований до російської армії та служив до 1917 року. Зарицький розповідав в одному з інтерв'ю, що в Першу світову війну його направили на фронт як офіцера, але він майже одразу повернувся додому, оскільки між Росією і Німеччиною відбулося підписання мирної угоди. 1918 року він одружився з Сарою (Сонею), випускницею факультету стоматології та донькою київського рабина Ісроеля Дова Зебіна. Наступного року народилася їхня дочка, Етья.
Після хвилі погромів 1919 року сім'я втекла в містечко Калараш у Бессарабії, внаслідок чого всі його художні твори залишилися «в минулому». У Калараші Зарицький жив у домі свата, і там він створив відносно невеликі роботи — акварелі, з яких збереглися тільки п'ять: три портрети його дружини та два сільські пейзажі.
Картина «Дружина вуличного художника» (1920), наприклад, розділена Зарицьким на дві частини: задній план, на якому зображено місто, і фронтальний — із зображенням сидячої фігури. Ракурс заднього плану підкреслює характер образу. Попри цей поділ, Зарицький скасував ілюзію простору за допомогою того самого матеріалу і кольору. Навіть пейзажі цього періоду розділені Зарицьким на невеликі мозаїчні поверхні, що розмивають ілюзію простору.

### Єрусалим (1923-1925)
1923 року Зарицький прибув до підмандатної Палестини й оселився в Єрусалимі, а через рік до нього приєдналася сім'я. Він писав багато акварельних пейзажів Єрусалима, використовуючи світлі тони. Поступово художня творчість ставала вільнішою. У такій роботі, як «Єрусалим, Ефіопські ворота» (1923), помітне прагнення точно описати природу, однак, у пізніших роботах простежується тенденція створення виразних композицій. Прикладом цьому стали картини «Хайфа, Техніон» (1924) і робота під назвою «Єрусалим, Нахлат Шева» (1924), в яких Зарицький використовував зображення дерев як виразний засіб для поділу формату на окремі поверхні. Використання ліній як засобу вираження при створенні ландшафтних творів, таких як пейзажі Єрусалима і Цфата, також характерне для творчості Зарицького цього періоду.
1924 року Зарицький представив свою першу персональну виставку в клубі «Менора» в Єрусалимі. Інша персональна виставка була представлена того ж року в Техніоні в Хайфі. У критичних статтях і відгуках того періоду було відзначено ліричну поетику цих робіт і той факт, що «форму (зображення) створено абстрактними бризками фарби, коли об'єкт стає алегорією кольору і світла, а не пригодницькою історією». Крім того, Зарицький та Аврам Мельников, який із 1927 року обіймав посаду голови комітету художників та скульпторів Ізраїлю, були ініціаторами першої виставки художників Ерец-Ісраель у Давидовій вежі.

### Тель-Авів (1925-1948)
Із середини 20-х років XX століття Зарицький жив у Тель-Авіві, де продовжував роботу над серією пейзажів, розпочату в Єрусалимі. Пейзажі та портрети, створені в ці роки, свідчать про спробу формування відповідної художньої мови для створення образів.
У 1927 році Зарицький залишив свою сім'ю і поїхав на кілька місяців до Парижа. Там він захопився західним модерністським мистецтвом, яке процвітало в Парижі на початку XX століття. Пізніше Зарицький ділився своїми враженнями про виставку в музеї азійського мистецтва Ґіме.
1929 року Зарицький брав участь у груповій виставці кооперативу «Егед», що відбулася у квартирі на вулиці Алленбі в Тель-Авіві, і представив художників, таких як Ціона Тагір, Ар'є Любін, Пінгас Литвиновський та інші. Роботи групи в ці роки відображали вплив пізнього постімпресіоністського французького живопису (здебільшого «паризької школи»), який був популярним серед художників Ерец-Ісраель. Роботи Зарицького, написані з використанням техніки вільного руху пензля, також відображали тенденцію створення великих кольорових поверхонь. У роботі «Портрет дружини художника», написаній олійними фарбами 1929 року, Зарицький використовував зображення букета квітів, розташованого перпендикулярно до фігури. Виразні мазки розмивають різницю між фронтальною площиною і фоном картини.
Виставка в будинку інвалідів школи «Бецалель», що відбулася 1930 року, визначила характер творчості Зарицького як художника-модерніста. Критики писали в той період, що у творчості Зарицького, представленій на виставці, відображені тенденції європейського мистецтва. Урі Цві Грінберг зазначав після відвідин виставки, що творчість Зарицького являє собою особливий вид живопису, а не «буквальну літературну художню ілюстрацію екзотичного образу Ізраїлю, коли на полотні зображено арабів з ринку та ослячі вуха». Грінберг писав, що атмосфера на виставці викликала «мовчання фарб» і «зупинку дихання». «Навіть червона завіса, - писав Грінберг, - секретар абстрактного живопису Кандинського, навіть вона приглушила свій колір, як рубін після заходу зимового сонця».
У період 1932-1933 років Зарицький відкрив художню «студію» в підвалі будинку, де він жив, на вулиці Мапу, 18. Серед художників, які відвідували студію, були Єхіель Криза, Ар'є Арох та інші. Проте студія проіснувала недовго, і Зарицькому довелося заробляти на життя за допомогою продажу нерухомості, що належала йому.
Темою його робіт у ці роки був мотив квітів, як, наприклад, у серії акварелей, об'єднаних назвою «Квіти на підвіконні», створеній у Тель-Авіві в 1937-1944 роках, та в роботах, створених під час візитів Зарицького до «Бейт Даніель» у Зіхрон-Якові, періоду 1939 і 1940-х років. У той час як у ранніх творах серії квіти використовувалися як елементи, призначені для спостереження за реальністю, пізніші роботи представили квіти як формальний засіб вираження емоцій.
1935 року Зарицький переїхав у новий будинок, побудований на розі вулиць Бен-Єгуда і Мапу. Велику серію робіт 1930-х і 1940-х років з пейзажами міста Зарицький створював на даху свого будинку, однак, він не створював пейзажів узбережжя, які цікавили його сучасників, таких, як Нахум Гутман, Реувен Рубін та інші, а прагнув показати нове сучасне місто, яке поширилося на схід і північ. У ранніх роботах Зарицького відчуття простору створювала рівнина. У деяких картинах серії з'являвся образ художника, який працює над створенням пейзажу. У пізніх роботах малюнок служить розмиттю і порушенню рівнів поверхні. Це розмиття сприймається як повітря пейзажу, зображеного на картині. Мистецтвознавець Йона Фішер зазначав, що в картинах, написаних з даху, є досвід інтеграції та уніфікації світлого і темного пейзажу. Мордехай Омер, описуючи використання світла в картинах Зарицького, стверджував, що в цих роботах світло не сприймається як проблема тональності. «Справді, — писав Омер, — Зарицький залишав об'єкти в живописі, позбавленими нюансів».
1941 року на честь 50-річчя Зарицького була представлена його персональна виставка в будівлі театру «Габіма». У 1942 році Зарицький став лауреатом Премії Дизенгофа в галузі живопису.

### Нові горизонти (1948-1963)

#### Створення «Нових горизонтів»
Безпосереднім поштовхом до створення альтернативної групи для Генеральної асоціації послужило запрошення 1948 року представити виставку ізраїльських художників в італійському павільйоні на Венеційській бієнале. Зарицький, який виконував на той час обов'язки голови асоціації, вирішив скласти список учасників на власний розсуд, побоюючись, однак, можливої суб'єктивності своїх уподобань. Це спричинило скандал на Генеральній асамблеї асоціації, що проходила в будинку Хаїма Гліксберга. Учасники наради ухвалили рішення про виключення Зарицького з асоціації. У відповідь на звинувачення кілька художників, зокрема Моше Кастель, Єзекіїль Штрайхман і Йоханан Саймон, оголосили про свій негайний вихід з асоціації і запропонували Зарицькому створити незалежну групу.
Спочатку сформувалася група з 15 художників, яка захопила Генеральну виставку художників Ерец-Ісраель у новому Будинку Художника в Тель-Авіві. 2 липня 1948 року дисиденти виступили із заявою в газеті «Га-Арец», в якій вони стверджували, що Асоціація повинна виділяти досягнення єврейського живопису, а не занурюватися в посередність. 9 листопада 1948 року в Тель-Авіві було представлено виставку нової групи з 18 членів, під назвою «Нові горизонти». На відміну від робіт таких художників, як Марк Кастель або Марсель Янко, присвячених сіоністсько-єврейській символіці, Зарицький вибрав для виставки абстрактні натюрморти художників, натхненні кубізмом Жоржа Брака.
У каталозі виставки Зарицький наголосив на важливому значенні формування молодого мистецтва в традиціях модернізму: «Ми вимагаємо мистецтва, яке буде прикуте до народу [...] і готові пояснити глядачам шляхи та форми нової творчості, прищепити їм справжні цінності, щоб вони могли перетравлювати та рухатися вперед разом із нами. Так ми зможемо розвивати справжнє мистецтво в нашій молодій країні». Роботи, представлені на виставці, не показали естетичної єдності стилів, але саму виставку сприйняли як бажання змінити природу локального мистецтва і залучити тисячі людей, які прийшли, щоб познайомитися з модерністським «сенсаційним» мистецтвом.
Одразу ж після формування «Нові горизонти» були сприйняті громадськістю як група з інституційним значенням. Прикладом цьому послужили коментарі до спільної виставки асоціації художників і скульпторів, що відбулася в листопаді 1952 року на честь 20-річчя Тель-Авівського музею; у цих коментарях наголошувалося, що група «зайняла» головний зал.

#### Від природи до абстракції

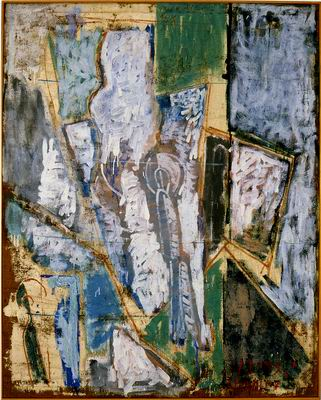
«Художник і модель» (1952). Полотно, олія. 130x162 см (колекція Музею Ізраїлю).

1956 року Янко, Симон і Аарон Кахана вирішили відокремитися від «Нових горизонтів». У листі, надісланому до асоціації, вони звинувачували демократичне керівництво у відсутності управління та сприянні лише власним інтересам. На додачу, ці троє не могли працювати в абстракціоністській групі під керівництвом Зарицького. Докази тиску групи можна знайти в коментарі Стеймацького, де він описує свій шлях до абстрактного живопису: «Якщо ви запитаєте мене, чому я створюю абстрактні картини, я не знаю. Крім того, Аврам Натун сказав мені, що якби я не був би абстракціоністом, то не зміг би брати участь у виставці. Мені було страшно і я створював абстракцію».
Наприкінці 1940-х років XX століття Зарицький сформулював модерністський стиль свого живопису як концепцію, що нагадує сприйняття творів Василя Кандинського: «Картина зосереджує увагу на кольорі, лінії та художньому образі. Не абстракція об'єктів, але музична імпресія, поетична, вільна від кайданів реалізму, прив'язана до природи об'єктів». Крім того, групу, очолювану Зарицьким, визнали такою, що володіє універсальним бажанням, відірваним від ізраїльської дійсності.
У 1949 році виставка Зарицького була представлена в будинку інвалідів школи «Бецалель».
У період 1949-1951 років він викладав на семінарах, організованих Національною спілкою кібуців у Єхіамі та Наані. Відкритий пейзаж Єхіама та ідеал молодого кібуца справили сильне враження на Зарицького, і він створив серію акварельних малюнків, у яких відображено зустрічі з природою, яка перебуває в проміжному стані - коли частина її є цілісною системою, тоді як інша частина залишається незавершеною. Зарицький робив також ескізи для картин олійного живопису, найбільшою з яких є картина «Єхіам (сучасність у кібуці)» (1951). Картина відображає ставлення Зарицького до абстракції, яку він визначає як «ліричну абстракцію». Серія «Єхіам» отримала позитивну оцінку ізраїльської критики. 1992 року мистецтвознавець Меїр Агасі писав, що в серії «Єхіам» Зарицький лаконічно, в тонких лініях деталізував і зібрав воєдино результати попередніх процесів дослідження — природу й елементи ландшафту, надавши їм необхідної легкості в атмосфері цілого пейзажу.

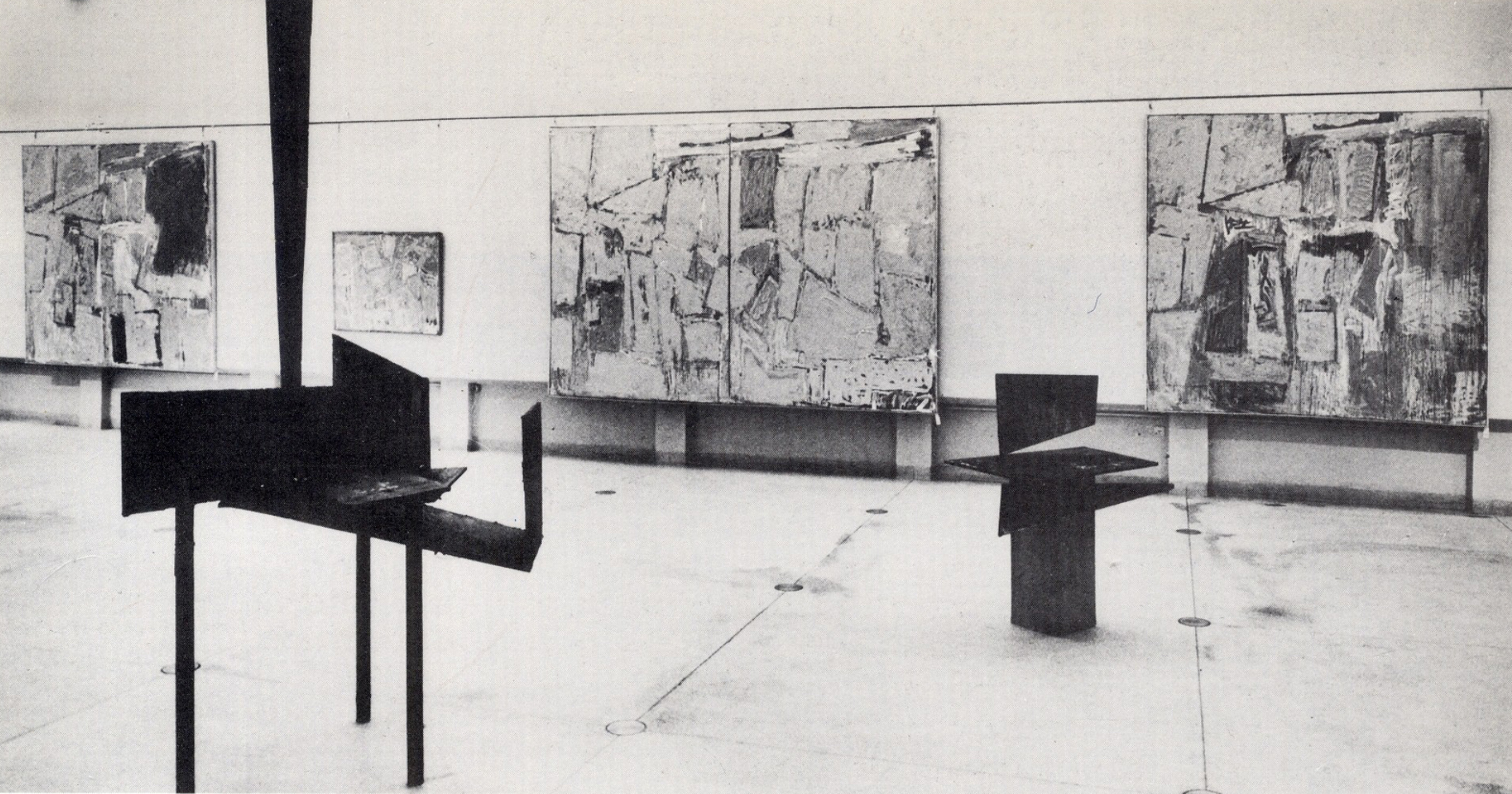
Роботи Йосипа Зарицького та Іцхака Данцигера. 9-та виставка «Нових горизонтів».Тель-Авівський музей образотворчих мистецтв, квітень 1959 року.

У листопаді 1951 року в Тель-Авівському музеї мистецтв відбулася ретроспективна виставка робіт Зарицького, приурочена до його шістдесятиріччя. На виставці було представлено серію абстрактних творів, які отримали позитивну оцінку критики. У 1953 році виставку було показано також у будинку інвалідів школи «Бецалель» в Єрусалимі. Мистецтвознавиця Гіла Балас стверджувала у своєму дослідженні, присвяченому групі «Нові горизонти», що роботи Зарицького, створені в ці роки, на додачу до його домінантної особистості, становлять значну частину сили групи, що закликає до абстракції.
Навесні 1954 року Ізраїль відвідав Віллем Сандберг, директор Міського музею в Амстердамі. Під час візиту Сандберг зустрівся із Зарицьким у будинку одного з перших колекціонерів його робіт — Аврама Равні. Після зустрічі Сандберг придбав для колекції свого музею сім акварелей і велику картину, написану олійними фарбами на «квіткову» тему. Ця подія сприяла зміцненню авторитету Зарицького, як основної фігури в середовищі сучасних художників Ізраїлю. Влітку того ж року, Зарицький поїхав до Європи і прожив там два роки. Після цього в газеті «Єдіот Ахронот» з'явилася його розповідь під назвою «Осиротілі художники».
Одним із місць, де жив Зарицький у ці роки, був Париж. Він створив там яскраві барвисті картини, які, на відміну від ілюзорно-образних, він називав двовимірними. У 1955 році він провів час в Амстердамі, де в музеї «Стедлійк» відбулася виставка його паризьких робіт. 1956 року в «Палаці витончених мистецтв» у Брюсселі відбулася його наступна виставка.

#### «Могутність»

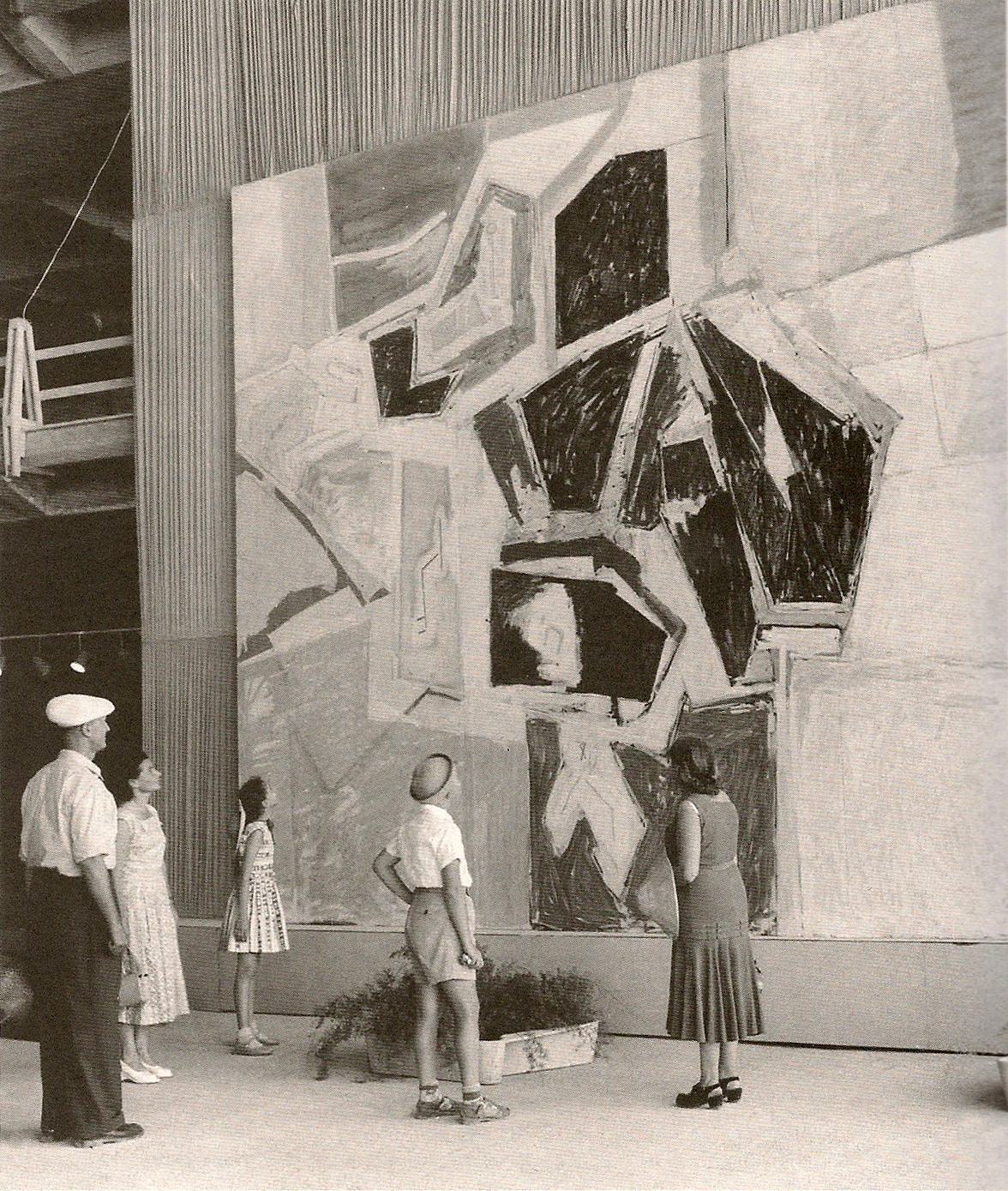
«Могутність» (1958). Олія, фанера. 500x600 см (фото Вернера Брауна).

У лютому 1957 року уряд Ізраїлю організував велику національну виставку на честь десятиліття створення держави Ізраїль. Для демонстрації на «Виставці десятиліття», яка відкрилася 5 червня 1958 року в Біньяней-ха-Ума в Єрусалимі, було обрано кілька творів монументального мистецтва «Нових горизонтів». Це був один із перших випадків, коли абстрактні роботи групи були представлені публіці не в музеї. Серед робіт були великі металеві статуї Єхіеля Шемі, скульптура «Десятиліття» Іцхака Данцигера, фреска Якова Векслера і багато інших. Однією з помітних робіт стала картина Зарицького «Могутність», написана на замовлення Авраама Ісського, дизайнера відділу «економічних досягнень». Картина, написана олійними фарбами, була створена Зарицьким на основі безперервного потоку багатьох тем, що супроводжували його творчість, починаючи з «єхіамського періоду».
Увечері, напередодні виставки, Давид Бен-Гуріон відвідав павільйони і виставкові зали, де він ознайомився з представленими творами мистецтва, зокрема, і з картиною Зарицького. Згідно з однією з версій, після коментаря Бен-Гуріона: «Ну, сучасне мистецтво... Можна з ним, а можна і без нього...», — картину видалили зі свого центрального місця і розмістили в економічному відділі виставки. Ухвалення цього рішення викликало протест деяких журналістів, а також широкої громадськості проти втручання держави в мистецтво. Йона Фішер написав у журналі «Простір», що образа, завдана відомому художнику Зарицькому, показала, як ми розуміємо слово «культура», а також зазначив, що, можливо, вибір для цієї масової виставки картини художника-абстракціоніста Зарицького, був помилкою. Після закриття виставки, перебуваючи в пригніченому стані, Зарицький знищив картину.
Іншою монументальною роботою, спільною з Іцхаком Данцигером, було замовлення на оформлення фасаду будівлі, проектованої архітектором Зеевом Ріхтером. Художники планували створити скловолоконний барельєф із геометричними мотивами, використаними раніше в «єхіамській серії» Зарицького. Однак, ця робота не була реалізована, оскільки для оформлення фасаду було затверджено інший проєкт.

### Останні роки

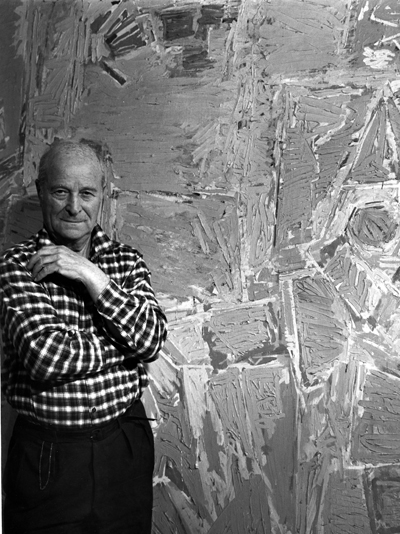
Зарицький на фотографії Ісраеля Цафріра, Музей Ізраїлю.

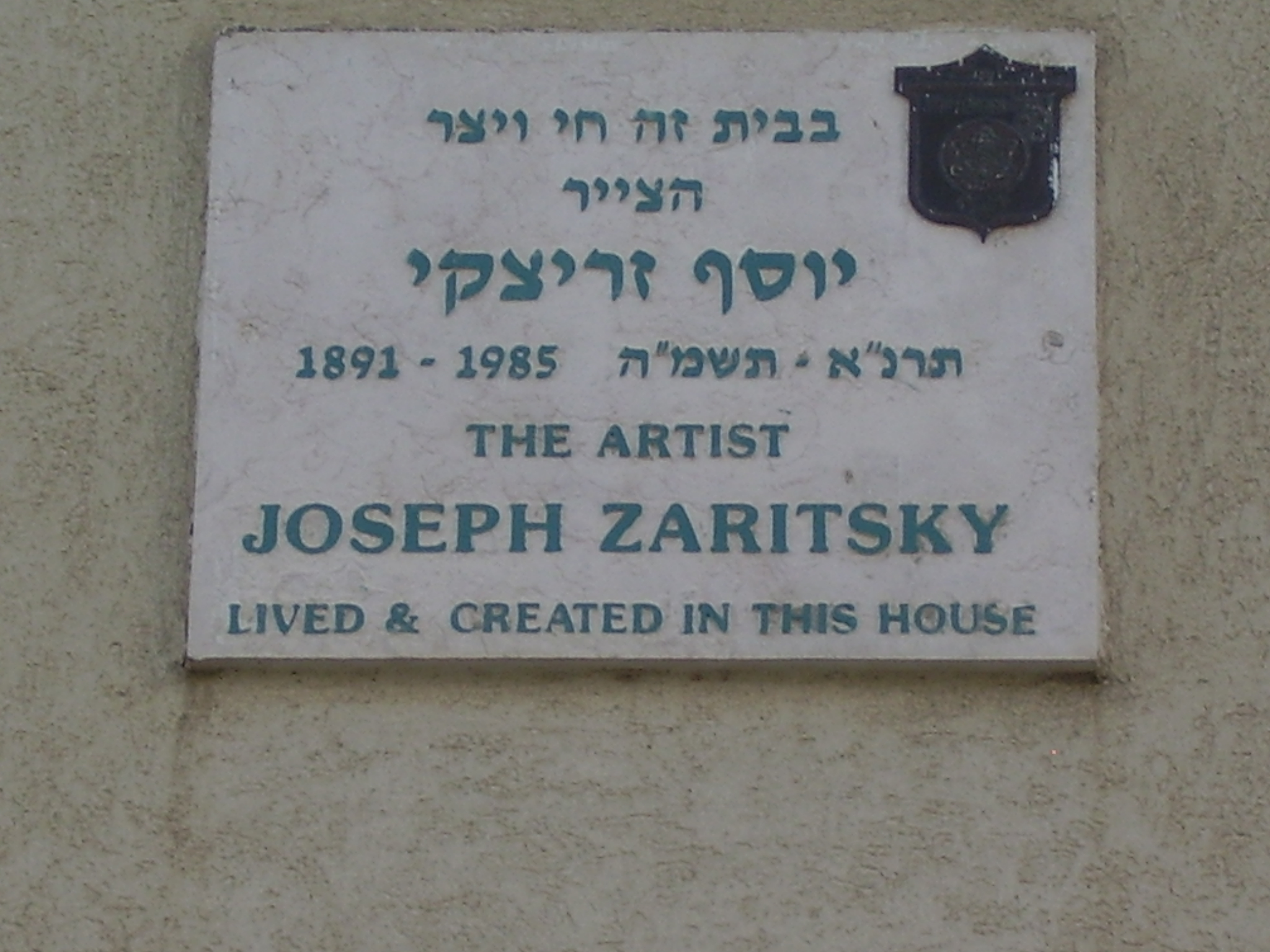
Меморіальна дошка на будинку, де жив Йосип Зарицький, вул. Аврама Мапу 18 (Тель-Авів).

2 січня 1968 року Зарицький став першим лауреатом Премії Сандберга, врученої йому Музеєм Ізраїлю з фонду пожертвувань американського філантропа. Серед членів комітету з присудження премії були Сандберг і Йона Фішер. Цю премію було присуджено за масштабний твір «Картина», створений 1964 року, в якому була відображена одна з робіт пензля художника Яна Вермеєра. У багатьох інтерв'ю, які дав Зарицький з нагоди отримання нагороди, він підкреслював, що його сприйняття навколишнього світу є незалежним. «Не можливо побачити більше того, що зображено на картині, — пояснював Зарицький, — те, що видно, те й існує. Зображення — не мрія».
У період 1968-1970 років Зарицький написав образний портрет колекціонерки Аяли Закс Абрамової. Для цієї незвичайної картини ним були створені деякі підготовчі етюди та картини на полотні. Повний портрет Закс Абрамової створений у зелених тонах. Закс Абрамова зображена в кутку полотна, її руки лежать на колінах. У той час, як її руки — абстракція, обличчя образу реалістичне. Більшу частину композиції займає завіса, будучи домінуючою формою простору.
Ця тональна особливість картини характерна і для багатьох інших картин, написаних у період 1964-1974 років. У серіях таких робіт, як «Штрихи зеленого», «З вікон Тель-Авіва» або серії «Червона пляма», виражено віддалення художника від опису природи на користь абстрактного обговорення композиції та структури картини.
З початку 1970-х років Зарицький щоліта працював у студії, відведеній йому в кібуці Цоба. У Цобі він писав акварелі, зокрема абстрактні пейзажі з натури. Влітку 1983 року Зарицький створив у студії серію робіт, у тематиці яких він повернувся до «мотиву вікна», використаного в минулому. Крім того, у 1980-ті роки він створив серію картин, деякі з яких були монументальних розмірів, написаних за творами таких художників, як Гоя, Пікассо, Шагал та інші.
У 1980 році на аукціоні галереї Гордон було продано за 79 тисяч доларів акварель, написану Зарицьким у 1924 році. Крім того, економічний успіх Зарицького, якого він був удостоєний в останні роки, супроводжували також різні громадські жести. У 1979 році він брав участь у першому телевізійному інтерв'ю в програмі Гідона Ефрата «Смак і віяння». 1981 року філателістична служба випустила поштову марку із зображенням його картини «Єрусалим, Яффські ворота» (1927). 1981 року, з ініціативи Марка Шепса, директора Тель-Авівського музею мистецтв, Зарицькому було присвоєно звання Почесного жителя Тель-Авіва; 26 травня 1982 року мером Шломо Лахатом Зарицькому присвоїли вчений ступінь. У січні 1982 року в Тель-Авівському музеї відбувся гала-показ документального фільму «Портрет художника — Йосип Зарицький» (1981, 32 хвилини) режисера Яхіна Хірша (виробництво Міністерства освіти і Служби кінематографії Ізраїлю). У 1984-1985 роках у Тель-Авівському музеї мистецтв була представлена повна ретроспективна виставка з 340 робіт Зарицького.
26 березня 1985 року померла дружина Зарицького, Сара. Зарицький пережив її на кілька місяців і помер 30 листопада в лікарні Асута. Йому було 96 років. Труну з його тілом встановили в холі Тель-Авівського музею, а потім доправили в Цобу, де Зарицького поховали.

## Живопис
У 1920-х роках XX століття Зарицький реалізував сучасний підхід у живописі, на відміну від стилю «Ерец-Ісраель» робіт художників, представлених на виставках у Вежі Давида. На відміну від їхніх картин, у його роботах не було локальних символів, як-от діячі країни, верблюди й осли. Хоча його ранні роботи були створені під впливом російського модерністського мистецтва, проте наступні твори вже свідчили про віддалення від цього впливу. Зарицький розробив новий стиль живопису — «ліричний абстракціонізм». У межах цього стилю він застосовував особливу техніку володіння пензлем і створював у своїх композиціях барвисті сплески, віддаляючись від реального оригіналу та розкриваючи душу митця за допомогою виразної мови, що лише удосконалювалася з часом. Мистецтвознавець Ран Шахорі стверджував, що «ліричний абстракціонізм» Зарицького є оригінальною версією французького неформального живопису та американського живопису дії.
Гідон Ефрат у своїй статті «Нові горизонти: гріхи» стверджував, що формулювання «ліричного малюнка» було запроваджено Зарицьким, щоб виділити поверхню за допомогою поетичної лінії та плями. Ця тенденція була запозичена художниками, представниками стилю «убогості матеріалу», стосовно мінімалізму в ізраїльському концептуальному мистецтві. Крім того, Ефрат стверджував, що «масова присутність «Нових горизонтів» запобігла розвитку локальної вразливості» і, серед іншого, відтермінувала вплив сюрреалізму і символізму, що почали з'являтися в Ізраїлі в ті роки.
Акварелі Йосипа Зарицького, що представили унікальну інтерпретацію акварелей Сезанна і російського живопису символізму (Врубеля), завоювали визнання ще від часу імміграції художника до Ізраїлю 1923 року. Активна позиція художника і критичне ставлення до мистецтва від самого початку сприяли його творчому зростанню як художника-авангардиста. Протистояння між «універсальним» і «східним» помітне вже в його ранніх роботах. Акварелі Зарицького, за всієї поваги до них, свого часу розглядалися як сіоністські, і тільки в ретроспективному значенні, оскільки він був лідером групи художників «Нові горизонти». Натюрморти і портрети Йосипа Зарицького кінця 1920-1930 роках відображають вплив французького інтимного живопису, а інколи і вплив робіт Матісса. У середині 1930-1940 роках. Зарицький був зосереджений на створенні певних міських пейзажів, написаних з даху свого будинку в Тель-Авіві або побачених з вікна своєї студії. У процесі цієї діяльності було створено сотні акварелей, у яких присутнє протистояння художника фундаментальній проблемі живопису: відображенню реальності природи в елементах картини. До кінця цього періоду творчості в роботах Зарицького з'явилася зростаюча тенденція до площинності й абстракції. Робота ставала самостійним об'єктом, реальні об'єкти надавали внутрішньої законності живопису і ставали мотивами композиції. Ці твори Зарицького стали зразками в історії ізраїльського мистецтва через дуже високу якість, адже вони були важливим кроком на шляху художника до абстрактного живопису. У них помітний вплив французького мистецтва 1930-х років XX століття. Вони також є модерністськими творами, що показали сучасну архітектуру Тель-Авіва. Рівень складності та глибина практики є аспектами вираження внутрішнього світу художника. Ці картини становлять велику цінність з точки зору інтересу до ізраїльського акварельного живопису тих років (зокрема і з фінансово-бюджетних причин — і особливо тому, що це середовище дає можливість показати прозорість і забезпечує світлові ефекти). Пінкас Абрамович, Єхіель Криза, Ар'є Арох і Шімшон Хольцман у ті роки були учнями Зарицького. Крім них, він справив великий вплив на творчість багатьох інших художників.

## Галерея

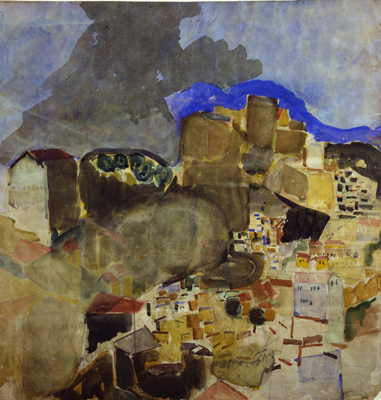
Цфат, 1924Папір, акварель, 63, 3 х 62,1 см Колекція Музею Ізраїлю
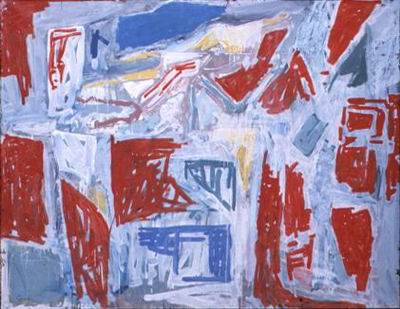
Париж, 1954Полотно, олія, 114 х 146 см Колекція Музею Ізраїлю
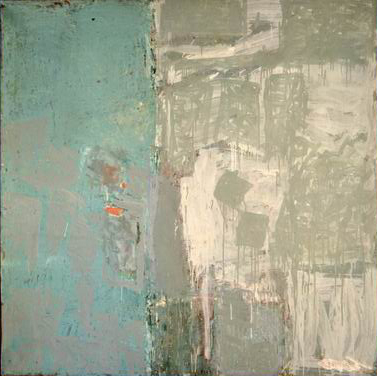
Без назви, 1964Полотно, олія, 130 х 130 см Колекція Музею Ізраїлю
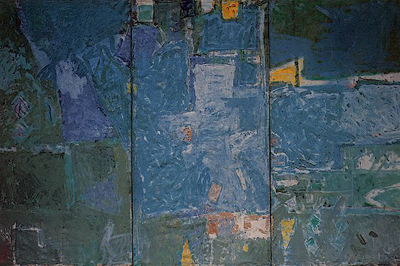
Картина, 1964Полотно, олія, 136 х 270 см Колекція Музею Ізраїлю
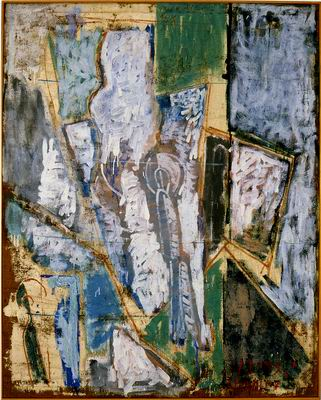
Художник і модель, 1949Колекція Музею Ізраїлю B74.0036

## Нагороди
- 1942 — Премія Дізенгофа
- 1959 — Премія Ізраїлю
- 1968 — Премія Сандберга, Музей Ізраїлю
- 1982 — Почесний громадянин Тель-Авіва — Яффо